# Javorník (berg i Tjeckien, Södra Böhmen)
Javorník är ett berg i Tjeckien.   Det ligger i regionen Södra Böhmen, i den sydvästra delen av landet, 120 km sydväst om huvudstaden Prag. Toppen på Javorník är 1 079 meter över havet, eller 332 meter över den omgivande terrängen. Bredden vid basen är 10,9 km.
Terrängen runt Javorník är huvudsakligen kuperad.Runt Javorník är det ganska tätbefolkat, med 104 invånare per kvadratkilometer. Närmaste större samhälle är Vimperk, 13,0 km sydost om Javorník. I omgivningarna runt Javorník växer i huvudsak blandskog.